# جستان بن شرمزن
جستان بن شرمزن سرداری بود که در دوره سیطره سلاریان بر آذربایجان، حاکم ارومیه بود. او از ۳۴۲ق/۹۵۳م یکی از جنگجویان وفادار به دیسم الکردی بود. بعدتر که سلاریان آذربایجان را فتح کردند، او تحت امر مرزبان بن محمد درآمد. وقتی جستان در ۴۳۶–۸ق/۹۵۷م جایگزین پدرش مرزبان شد جستان بن شرمزن از او اطاعت نکرد؛ او ابتدا از ارومیه خارج شده  و با ابراهیم بن مرزبان (برادر جستان) برعلیه جستان متحد شدند و مراغه را اشغال کردند. اما بعدتر، با پیشنهاد جستان، ابراهیم را رها کرد و به ارومیه برگشت. وی دور آن دیوار کشید و پادگان مستحکمی هم در آنجا ساخت و اسلحه زیادی انبار کرد. برادران سلاری، بعدتر از روی همین رفتارهای جستان بن شرمزن متوجه شدند او قصد اخاذی و اختلاف انداختن بین آنها را دارد. جستان بن شرمزن به قیام المستجیربالله (مدعی خلافت) کمک کرد بلکه بتوانند او را به خلافت برسانند و از حمایت کردهای قحطانی برخوردار شد؛ ولی پسران مرزبان، (جستان و ابراهیم) اتحاد المستجیربالله-جستان‌شرمزن را با کمک کردهای هذبانی شکست دادند. در ۳۴۹ق/۹۶۰–۹۶۱م با تحریک و حمایت وهسودان، دیگر حاکم سلاری، او و متحدانش ابراهیم بن مرزبان را شکستی دادند، و جستان بن شرمزن مراغه را به ارومیه منضم کرد. در ۳۵۵ق/۹۶۶م با ورود سپاه رکن الدوله بویی به آذربایجان (در حمایت از ابراهیم، که برادرزن رکن‌الدوله محسوب می‌شد) او دوباره ابراهیم را به رسمیت شناخت.